# Notițe risipite
Notițe risipite este o operă literară scrisă de Ion Luca Caragiale. 